# 16 février aux Jeux olympiques d'hiver de 2014
Pour un article plus général, voir Jeux olympiques d'hiver de 2014.
Le dimanche 16 février aux Jeux olympiques d'hiver de 2014 est le onzième jour de compétition.

## Programme
| Heure UTC+4 (Sotchi)                          |               |
| bleu                                          | Cérémonie     |
| neutre                                        | Épreuve       |
| or                                            | Finale        |
| orange                                        | Petite finale |
| rose                                          | Reporté       |
| gris                                          | Annulé        |
| Compétition masculine                         | Hommes        |
| Compétition féminine                          | Femmes        |
| Compétition mixte (hommes et femmes mélangés) | Mixte         |
| Compétition en couple (1 homme et 1 femme)    | Couple        |
| modifier                                      |               |

| Horaire | Discipline Spécialité | Discipline Spécialité                             | Discipline Spécialité                      | Phase                                 | Résultats                                                    | Références |
| ------- | --------------------- | ------------------------------------------------- | ------------------------------------------ | ------------------------------------- | ------------------------------------------------------------ | ---------- |
| 09:00   |                       | Curling                                           | Compétition hommes                         | Phase préliminaire 10e session        | 6-8                                                          | -          |
| 09:00   |                       | Curling                                           | Compétition hommes                         | Phase préliminaire 10e session        | 6-7                                                          | -          |
| 09:00   |                       | Curling                                           | Compétition hommes                         | Phase préliminaire 10e session        | 8-4                                                          | -          |
| 11:00   |                       | Ski alpin Super-G                                 | Compétition hommes                         | Finale                                | Kjetil Jansrud · Andrew Weibrecht · Jan Hudec et Bode Miller | -          |
| 11:00   |                       | Snowboard Snowboardcross                          | Compétition femmes                         | Qualification                         | -                                                            | -          |
| 12:00   |                       | Hockey sur glace                                  | Compétition hommes                         | Tour préliminaire Groupe B - Match 15 | 3-1                                                          | -          |
| 12:00   |                       | Hockey sur glace                                  | Compétition femmes                         | Match de classement - Place 5 à 8     | 2-1                                                          | -          |
| 13:15   |                       | Snowboard Snowboardcross                          | Compétition femmes                         | Finale                                | Eva Samková · Dominique Maltais · Chloé Trespeuch            | -          |
| 14:00   |                       | Ski de fond Relais 4 X 10 km                      | Compétition hommes                         | Finale                                | Suède · Russie · France                                      | -          |
| 14:00   |                       | Curling                                           | Compétition femmes                         | Phase préliminaire 10e session        | 7-4                                                          | -          |
| 14:00   |                       | Curling                                           | Compétition femmes                         | Phase préliminaire 10e session        | 9-7                                                          | -          |
| 14:00   |                       | Curling                                           | Compétition femmes                         | Phase préliminaire 10e session        | 5-4                                                          | -          |
| 14:00   |                       | Curling                                           | Compétition femmes                         | Phase préliminaire 10e session        | 6-7                                                          | -          |
| 16:00   |                       | Hockey sur glace                                  | Compétition hommes                         | Tour préliminaire Groupe A - Match 16 | 1-0                                                          | -          |
| 16:00   |                       | Hockey sur glace                                  | Compétition hommes                         | Tour préliminaire Groupe A - Match 17 | 1-5                                                          | -          |
| 18:00   |                       | Patinage de vitesse 1 500 m                       | Compétition femmes                         | Finale                                | Jorien ter Mors · Ireen Wüst · Lotte van Beek                | -          |
| 18:00   |                       | Biathlon 15 km Départ groupé                      | Compétition hommes                         | Reporté                               | -                                                            | -          |
| 19:00   |                       | Patinage artistique Danse sur glace, danse courte | Compétition en couple (1 homme et 1 femme) | Manche de compétition                 | -                                                            | -          |
| 19:00   |                       | Curling                                           | Compétition hommes                         | Phase préliminaire 11e session        | 5-3                                                          | -          |
| 19:00   |                       | Curling                                           | Compétition hommes                         | Phase préliminaire 11e session        | 8-9                                                          | -          |
| 19:00   |                       | Curling                                           | Compétition hommes                         | Phase préliminaire 11e session        | 3-6                                                          | -          |
| 19:00   |                       | Curling                                           | Compétition hommes                         | Phase préliminaire 11e session        | 4-6                                                          | -          |
| 20:15   |                       | Bobsleigh Bobsleigh à 2 - Manche 1 & 2            | Compétition hommes                         | Manche de compétition                 | -                                                            | -          |
| 21:00   |                       | Hockey sur glace                                  | Compétition hommes                         | Tour préliminaire Groupe B - Match 18 | 1-2                                                          | -          |
| 21:00   |                       | Hockey sur glace                                  | Compétition femmes                         | Match de classement - Place 5 à 8     | 6-3                                                          | -          |

## Médailles du jour
| Rang  | Nation             | Or | Argent | Bronze | Total |
| ----- | ------------------ | -- | ------ | ------ | ----- |
| 1     | Pays-Bas           | 1  | 1      | 1      | 3     |
| 2     | Norvège            | 1  | 0      | 0      | 1     |
| -     | Suède              | 1  | 0      | 0      | 1     |
| -     | République tchèque | 1  | 0      | 0      | 1     |
| 5     | États-Unis         | 0  | 1      | 1      | 2     |
| -     | Canada             | 0  | 1      | 1      | 2     |
| 7     | Russie             | 0  | 1      | 0      | 1     |
| 8     | France             | 0  | 0      | 2      | 2     |
| Total | Total              | 4  | 4      | 5      | 13    |